# Vania Arana
Vania Arana (Trujillo, 1967) es una sindicalista peruana, residente en Cataluña. Es la fundadora del movimiento Las Kellys que defiende los derechos laborales de las camareras de piso en España.

## Trayectoria
Vania Arana es graduada en Estudios Literarios y ejerció de profesora en Perú. En 1992 migró a Barcelona, donde no pudo convalidar su título universitario. Para mantenerse, trabajó en residencias geriátricas y limpiando domicilios. Posteriormente trabajó como camarera de pisos en la hostelería, donde vivió de primera mano las condiciones laborales precarias de ese sector.
En 2014, cuando una cadena hotelera de Barcelona despidió de manera drástica a varias camareras de piso empeorando en consecuencia las condiciones de las trabajadoras que permanecían en la empresa, Arana y sus compañeras presentaron una demanda colectiva, lo que se convirtió en su primera victoria al ser readmitidas las compañeras despedidas. Además, gracias a la presión colectiva, Arana y el resto de trabajadoras fueron incorporadas a la plantilla del Hotel Hilton Diagonal del Mar de Barcelona.
En 2016 impulsó la creación de la Asociación Las Kellys para defender los derechos laborales de las camareras de hotel y el reconocimiento profesional de este sector. En 2017, Arana fue una de las narradoras del cortometraje de animación documental Organizar lo (im)posible que muestra la realidad cotidiana de Las Kellys. Desde 2018, la sección catalana del colectivo de Las Kellys se constituyó en sindicato, y Arana se convirtió en su portavoz y presidenta.
En 2022, en Barberá del Vallés participó junto a otras personas defensoras de derechos humanos como el ghanés Mike Anane en el proyecto 'Ciudades Defensoras de los Derechos Humanos', coordinado por el Fondo Catalán de Cooperación al Desarrollo y gestionado por la Comisión Catalana de Ayuda al Refugiado. En 2024, formó parte de la lista de la Corriente Revolucionaria de Trabajadoras y Trabajadores para las elecciones europeas, junto a Pablo Castilla y Lucía Nistal, entre otros.

## Reconocimientos
Vania Arana fue una de las personalidades homenajeadas por el Ayuntamiento de Barcelona en la campaña Ciudad de Mujeres, en marzo de 2023.